# Comuna de Krynki
Krynki (polaco: Gmina Krynki) é uma gminy (comuna) na Polónia, na voivodia de Podláquia e no condado de Sokółka. A sede do condado é a cidade de Krynki.
De acordo com os censos de 2004, a comuna tem 3528 habitantes, com uma densidade 21,3 hab/km².

## Área
Estende-se por uma área de 165,91 km², incluindo:
- área agricola: 55%
- área florestal: 37%

## Demografia
Dados de 30 de Junho 2004:
|                      | Total   | Total | Mulheres | Mulheres | Homens  | Homens |
| -------------------- | ------- | ----- | -------- | -------- | ------- | ------ |
|                      | pessoas | %     | pessoas  | %        | pessoas | %      |
| População            | 3528    | 100   | 1818     | 51,5     | 1710    | 48,5   |
| Densidade (pop./km²) | 21,3    | 100   | 11       | 11       | 10,3    | 10,3   |

De acordo com dados de 2002, o rendimento médio per capita ascendia a 1479,94 zł.

## Comunas vizinhas
- Gródek, Szudziałowo.